# Pablo Pasache
Pablo Pasache – piłkarz peruwiański, pomocnik.
Jako piłkarz klubu Municipal Lima wziął udział w turnieju Copa América 1939, gdzie Peru zdobyło tytuł mistrza Ameryki Południowej. Pasache zagrał w trzech meczach - z Chile, Paragwajem i Urugwajem.
Trzy lata później wziął udział w turnieju Copa América 1942, gdzie Peru zajęło piąte miejsce. Pasache zagrał w pięciu meczach - z Paragwajem, Brazylią, Ekwadorem, Urugwajem i Chile.
Później grał w barwach klubu Universitario Lima, z którym Pasache zdobył dwa tytuły mistrza Peru - w 1945 i 1946. Następnie wrócił do klubu Municipal, z którym w 1951 roku został wicemistrzem Peru.
Pasache w latach 1938-1942 rozegrał w reprezentacji Peru 10 meczów. Obok tego raz (w 1941) wystąpił w barwach reprezentacji Chile.